# أحمد رجب محمد علي
أحمد رجب محمد علي (1969-) كاتب وأكاديمي مصري، عُين عميدًا لكلية الآثار بجامعة القاهرة في 2019، وهو عضو اتحاد المؤرخين العرب، حصل على دكتوراه في الآثار والعمارة الإسلامية من كلية الآثار بجامعة القاهرة في 1997، عُين مُلحقًأ ثقافيًا لجمهورية مصر العربية في أوزباكستان (2008-2011)، منحه الرئيس الأوزبكي شوكت ميرضيائيف وسام الصداقة في 2020.

## مؤلفاته
- المسجد الحرام بمكة المكرمة ورسومه في الفن الإسلامي، الدار المصرية اللبنانية، 1996، إعادة إصدار في 2000.[2]
- تاريخ وعمارة المساجد الأثرية في الهند، الدار المصرية اللبنانية، 1997.[3]
- تاريخ وعمارة المزارات والاضرحة الاثرية الإسلامية في الهند، 2004.[4][5]
- المسجد النبوي بالمدينة المنورة ورسومه في الفن الإسلامي، الدار المصرية اللبنانية، 2000.[6]
- الفنون التشكيلية في الحضارة الإسلامية القديمة، الدار المصرية اللبنانية للطباعة والنشر والتوزيع، 2000.[7]
- مدخل إلى التراث المعماري والعسكري في دولة الإمارات العربية المتحدة، مركز زايد للتراث والتاريخ، 2004.[8]
- قلاع وحصون وأسوار وبوابات المدن الأثرية الإسلامية في الهند، الدار المصرية اللبنانية، 2009.[9]
- موسوعة الآثار والحضارة الإسلامية في مدن طريق الحرير، وزارة الأوقاف والشؤون الإسلامية، قطاع الشؤون الثقافية، مركز الكويت للفنون الإسلامية، 2017.
- الصيدلية المحمدية محمد النبي الطبيب صلى الله عليه وسلم، دار الفضيلة، 1991.[10]

## جوائز وأوسمة
- وسام الصداقة الأوزبكي، 2020.[1]
- ميدالية طشقند الذهبية 2007.
- وسام الشرف من أوزباكستان، 2007.
- ميدالية جامعة سمرقند، 2010.
- وسام جمال عبد الناصر، دار الكتب والوثائق القومية، 2018.